# Альфонс де Пуатье
Альфонс де Пуатье (фр. Alphonse de Poitiers; 11 ноября 1220, Пуасси — 21 августа 1271, Тарквиния близ Сиены) — французский принц из династии Капетингов, граф Пуатье с 1241 года, граф Тулузский с 1249 года.

## Биография
Альфонс был 3-м из четырёх, достигших взрослого возраста, сыновей французского короля Людовика VIII и его супруги Бланки Кастильской. Его старшими братьями были будущий король Франции Людовик IX и Роберт I д’Артуа, младшим — Карл I Анжуйский, впоследствии король Сицилии, Неаполя и Иерусалима.
Согласно Парижскому договору 1229 года, завершившему Альбигойский крестовый поход, Альфонс был обручён с наследницей графа Тулузского, Жанной. В 1241 году состоялась их свадьба.
В том же году, 24 июня, Альфонс был в Сомюре посвящён в рыцари и, согласно завещанию отца, пожалован графствами Пуату, Сентонж и частью Оверни. Этот акт был оспорен английским королём Генрихом III, так как часть указанных территорий ранее принадлежали Англии. Против Альфонса и его брата, короля Людовика IX, выступили объединённые силы Генриха III, графа Гуго Х Лузиньяна и тестя Альфонса, графа Раймунда VII Тулузского. Однако французские королевские войска в битве при Талленбуре в июне 1242 года разбили эту коалицию. Король Генрих бежал в Гасконь, а Лузиньян и граф Раймунд подчинились Людовику IX.
Альфонс де Пуатье был участником Седьмого крестового похода, организованного его братом Людовиком. Однако выступил он не с основными силами французов в августе 1249 года, а осенью 1249 года, вместе со своим тестем, графом Раймундом, отплыв из Марселя. В пути Раймунд умер, что сделало Альфонса графом Тулузским и маркграфом Прованса. Прибыв в октябре 1249 года в Дамьетту, Альфонс вместе со всей армией двинулся к Каиру, однако перед Эль-Мансурой крестоносцы были задержаны. В кровопролитных стычках с мамелюками здесь погиб брат Альфонса, Роберт. В решающей битве перед городом 11 февраля 1250 года Альфонс де Пуату руководил правым крылом крестоносцев. Несмотря на победу в этом тяжёлом сражении, в апреле 1250 года крестоносцы были вынуждены снять осаду с Мансуры и отступать к побережью. На обратном пути к Дамьетте Альфонс и его брат король Людовик попали в плен к арабам.
Освободившись из плена, Альфонс, вместе с младшим братом Карлом Анжуйским, уезжают во Францию, где помогают матери править страной, пока Людовик IX оставался в Святой земле. В 1252 году Бланка Кастильская умирает, и регентами становятся Альфонс и Карл. Большой заслугой Альфонса де Пуату являлся его вклад в заключение Парижского договора 1259 года, согласно которому Генрих III Английский отказывался от своих прав на Нормандию, Мэн, Анжу и Пуату. В свою очередь, Франция передавала Англии Сентонж.
Несмотря на то, что большую часть своего времени Альфонс проводил в Париже, интересы и деятельность его были направлены главным образом на обустройство владений в южной Франции и их развитие после альбигойских войн. Альфонс пытался организовать на юге систему управления, по северо-французскому образцу, разделив южную Францию на сенешальства и пытаясь унифицировать городское право. Несмотря на свой деспотический характер и постоянную нехватку денежных средств, Альфонс защищал своих горожан от притеснений феодальных сеньоров. В то же время он поддерживал деятельность инквизиции и в 1249 году организовал в Пуату первое в истории графства гонение на евреев. Мероприятия, проводимые Альфонсом де Пуатье в Лангедоке и Провансе, подготовили присоединение этих территорий к королевскому домену.

### Смерть
В 1270 году Альфонс де Пуатье вместе со своей женой принимает участие в Восьмом крестовом походе в Тунис, организованном Людовиком IX, во время которого король умирает в Карфагене. Альфонс умирает на обратном пути, в Италии. Через несколько дней умирает и его жена, Жанна.
Альфонс де Пуатье был похоронен в аббатстве Сен-Дени. Так как детей у него не было, владения Альфонса перешли к короне (за исключением небольшого провансского графства Венессен, Конта-Венессен, доставшегося папе римскому).